# (500620) 2012 US149
(500620) 2012 US149 es un asteroide perteneciente al cinturón de asteroides, región del sistema solar que se encuentra entre las órbitas de Marte y Júpiter, descubierto el 28 de agosto de 2012 por el equipo del Mount Lemmon Survey desde el Observatorio del Monte Lemmon, Arizona, Estados Unidos.

## Designación y nombre
Designado provisionalmente como 2012 US149. 

## Características orbitales
2012 US149 está situado a una distancia media del Sol de 3,070 ua, pudiendo alejarse hasta 3,264 ua y acercarse hasta 2,876 ua. Su excentricidad es 0,063 y la inclinación orbital 15,44 grados. Emplea 1965,09 días en completar una órbita alrededor del Sol.

## Características físicas
La magnitud absoluta de 2012 US149 es 16,4. 